# Kalvárie na Karlově mostě
Kalvárie na Karlově mostě je barokní sousoší ukřižování Ježíše Krista mezi truchlícími, Pannou Marií a svatým Janem, situované na třetím pilíři severní strany Karlova mostu v Praze. Kříž s bronzovou postavou Krista (později opatřený hebrejským nápisem) odlil Hans Hillger v Drážďanech roku 1628 podle předlohy sochaře Wolfa Ernsta Brohna a roku 1657 byl instalován na most. Roku 1861 byla Kalvárie doplněna o chybějící dvojici soch podle modelu sochaře Emanuela Maxe.

## Historie

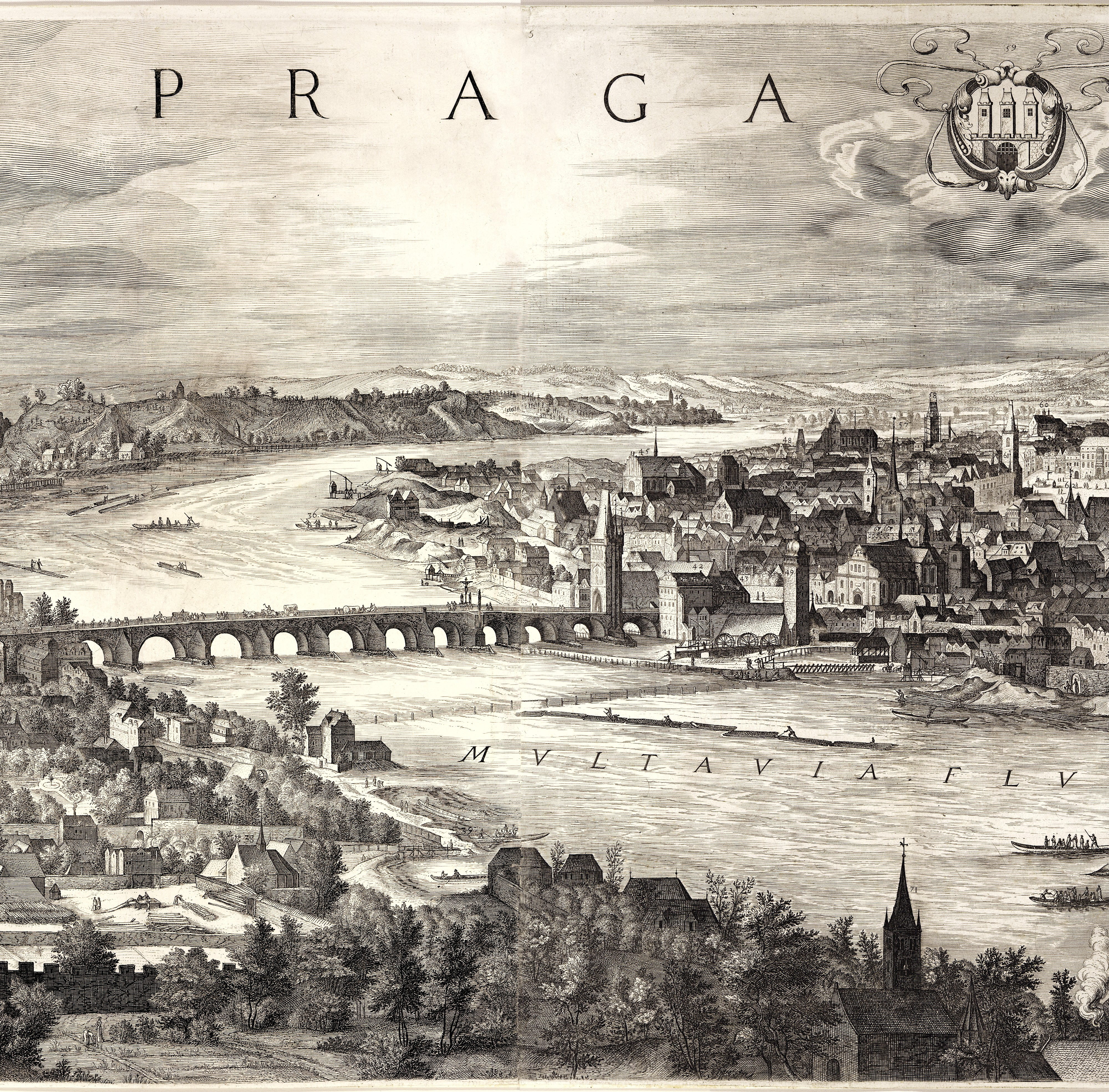
Sadelerovo panorama Prahy s Karlovým mostem. Vpravo je patrná Kalvárie

Podle dostupných informací měl na Karlově mostě stál prostý kříž již v době panování Karla IV. Ten byl zničen roku 1419 za husitských nepokojů.
Na nejstarším vyobrazení Prahy v Schedelově kronice z roku 1493 není na mostě zobrazena žádná socha ani kříž. Pravděpodobně tam již stála Boží muka na jižní straně. Teprve na prospektu Prahy od Michaela Peterleho z Annabegu, nakreslené roku 1562 a vytištěné roku 1572, je dobře znázorněn jak výklenek zábradlí pro kalvárii na severní straně mostu, tak Boží muka naproti němu. Kříž se dvěma postavami (tedy kalvárie) je ještě lépe vidět na Sadelerově panoramatu z roku 1606.
Roku 1629 byla na objednávku císaře Ferdinanda II. v dílně císařského dvorního sochaře v Praze Arnošta Heidelbergera zhotovena kalvárie složená ze čtyř dílů: plastiky ukřižovaného Krista na kříži a jeho doprovodu malovaného na prknech: Panny Marie, sv. Jana Evangelisty a Marie Magdalény.Tato výzdoba je patrná ještě na Hollarově pohledu na Karlův most od severu z roku 1635. Koncem třicetileté války, při bojích Pražanů se Švédy v roce 1648 byla tato výzdoba zničena, dochovala se z ní jen Kristova hlava, uchovávaná pak jezuity v Klementinu, po zrušení jejich řádu předaná do Arcibiskupského semináře a později do sbírek Arcibiskupského paláce v Praze.
V roce 1657 byl instalován nový bronzový krucifix , který odlil Hans Hillger v Drážďanech roku 1628 podle předlohy sochaře Wolfa Ernsta Brohna. Do Prahy byl krucifix převezen až poté, co se pro drážďanský most jevil příliš velký a těžký. Jeho kvalitu a způsobilost přezkoumali malíř Karel Škréta a kovolitec Mikuláš Löw, pražští radní pak s drážďanskými usmlouvali nákupní cenu ze 100 000 zlatých na polovic. Přezkouo prozkoumání
Růžový mramorový obklad zábradlí pochází z roku 1681, zaplatil jej Karel Adam z Říčan a dal na něj vytesat svůj erb.
Zlacený hebrejský nápis nad ukřižovaným Ježíšem byl doplněn roku 1696, poté co se jeden Žid soše posmíval. Text nápisu zní: קדוש, קדוש, קדוש יהוה צבאות‎, v českém překladu Svatý, svatý, svatý je Hospodin zástupů (Izajáš 6,3).
Kamenná Golgota je dílem sochaře Jana Jiřího Heermanna. Boční sochy Panny Marie bolestné a sv. Jana Evangelisty doplnil sochař Emanuel Max roku 1861.